# Moland
Moland is een voormalige gemeente in de toenmalige provincie Aust-Agder in Noorwegen. In 1992 ging Moland deel op in de uitgebreide gemeente Arendal.  De gemeente werd gevormd in 1962 toen de gemeenten Stokken, Flosta en Austre Moland fuseerden. Het bestuur van de gemeente zetelde in Eydehavn.